# Joseph Brummer
Joseph Brummer (Sombor, 22 ottobre 1883 – New York, 14 aprile 1947) è stato un mercante d'arte, collezionista d'arte e scultore ungherese naturalizzato statunitense.
Joseph Brummer ha esposto nelle sue gallerie di Parigi e di New York oggetti antichi provenienti da diverse culture, opere d'arte europee, nonché opere di pittori e scultori moderni. Nel 1906, lui e i suoi due fratelli aprirono una prima galleria a Parigi, la Brummer Gallery. All'inizio della prima guerra mondiale, la galleria venne chiusa e i fratelli si trasferirono a New York. Lì Joseph aprì la sua galleria, nel 1921, a Manhattan.

## Biografia
Joseph (originariamente József) Brummer nacque nel 1883 a Sombor; la città era a quel tempo in Ungheria, ma poi venne inclusa nel territorio serbo. Intraprese nel 1897 lo studio delle arti applicate a Szeged, e continuò i suoi studi nel 1899 a Budapest. Ha poi studiato a Monaco prima di iniziare una carriera di artista a Budapest e a Szeged.
Con i suoi fratelli Ernest (1891-1964) e Imre (morto nel 1928), si trasferì a Parigi nel 1905. Nel 1906, Brummer e i suoi fratelli aprirono una galleria d'arte a Parigi, sul boulevard Raspail, dove vendevano principalmente arte africana, stampe giapponesi e arte precolombiana, principalmente peruviana, insieme a dipinti e sculture contemporanee. Non tutte le opere che Brummer vendeva erano originali: con l'aiuto di colleghi artisti ripuliva e invecchiava riproduzioni recenti, vendendole poi come autentiche.
Nell'autunno del 1908 condivise uno studio nella Cité Falguière con lo scultore d'avanguardia Joseph Csaky, anch'egli di origine ungherese. Brummer studiò scultura frequentando l'ambiente artistico parigino. Prese quindi lezioni da Jules-Félix Coutan, Auguste Rodin e, nel 1908, da Henri Matisse. In quegli anni frequentò anche l'Académie de la Grande Chaumière, conoscendo così buon numero di artisti contemporanei.
Nel 1909, Brummer fece dipingere il suo ritratto da Henri Rousseau e poi da Anne Goldthwaite nel 1915. Nel 1993 il ritratto fattogli da Rousseau è stato venduto da Christie's per  2 971 500  sterline.
Con l'inizio della prima guerra mondiale, Joseph Brummer chiuse la galleria parigina e si trasferì a New York assieme ai fratelli. Nel 1921 riaprì una galleria al 43 East Fifty-Seventh Street, sull'isola di Manhattan. La galleria era  specializzata in arte europea medievale e rinascimentale, così come in oggetti antichi: greco-romani, antichi egizi, africani e precolombiani. Sempre legato ai movimenti artistici a lui contemporanei, ha ospitato alcune delle prime mostre di arte moderna europea negli Stati Uniti. La galleria rimase aperta fino al 1949, due anni dopo la morte di Joseph.
Dopo la sua morte, gran parte della sua collezione d'arte privata fu acquistata dal Metropolitan Museum of Art nel 1947. Una seconda parte della collezione, che comprendeva oltre 2 400 lotti, fu venduta nel 1949 dalle gallerie Parke-Bernet.
L'ultima parte della collezione, costituita da 600 pezzi rimasti in famiglia, è stata venduta a Zurigo nell'ottobre 1979. Questi pezzi vennero ereditati dalla vedova di Ernest Brummer, Ella Bache Brummer. Il loro valore era stato stimato a 10 milioni di dollari.
Dal 1931 al 1948 Brummer era proprietario della Leonessa di Guennol, da lui acquisita in circostanze non del tutto limpide in Iraq, che è stata nel 2007 la scultura più costosa mai venduta in un'asta.